# 기린 (대한민국의 기업)
주식회사 기린은 동남권(부산/경남권) 굴지의 제과회사이다. 대표적인 상품은 ‘소라 빵’, ‘쌀로랑’, ‘쌀로별’ 등 쌀 과자류이다. 본아뻬띠 (빵), 본젤라또 (아이스크림), 빠삐요뜨 (과자), 고프레 (과자), 쌀콘칩 (과자) 등도 대표적인 상품이었다.

## 역사
1969년 5월 14일 삼립식품 주식회사로 창업하였으며 중간에 삼립식품공업 주식회사라는 사명을 거쳐 1981년 주식회사 기린으로 사명을 변경하였는데 그 동안 영남 지역에서 삼립 브랜드로 빵을 생산했으나 삼립식품 샤니가 영남시장 공략을 서두르자 삼립빵 비중을 낮추는 대신 자체브랜드의 육성에 나서는 한편 냉동식품 스낵 등 사업다각화를 시도하기도 했다. 1990년대에는 오븐 프레시 베이커리 전문점 밀탑과 크로와상 페스트리 전문점 크로와상뜨리, 아이스크림 전문점 까리노를 개설하는 등 체인업도 병행하였다. 사업 다각화를 위해 건축, 화학, 컴퓨터 산업에까지 진출하여 기린산업, 기린화학, 기린시스템, 기린알티아이 등을 주식회사로 잇달아 설립하였으나 IMF에 잇따른 어음문제로 경영난을 겪었다. 2009년 롯데제과와의 인수 합병 과정에서 교량회사인 기린식품을 설립하여 기존 <주식회사 기린>의 자산과 직원을 인계했다. 기린식품은 2009년 12월 롯데제과에 인수되어 운영되다가 2013년 롯데제과에 인수 합병되어, 부산광역시 기장군 정관읍에 위치하고 있다.

## 연혁
- 1969년 5월 14일 삼립식품 주식회사[1]로 창업
- 1979년 대구공장 준공
- 1981년 주식회사 기린으로 사명 변경
- 1982년 본젤라또 아이스크림 제조 시작
- 1982년 베이커리 사업부 (밀탑) 신설
- 1983년 석탑산업훈장 수여
- 1987년 식품연구소 설립
- 1987년 수원공장 준공
- 1987년 과자류 <<쌀로별>> 출시
- 1989년 증권거래소에 주식 상장
- 1989년 주식회사 기린RTI 설립 (벨기에의 ARTAL N.V.사와 합작)
- 1995년 KGC인삼공사와 국내 독점 판매권 계약
- 1995년 KRAFT FOOD INTL사와 국내 독점 판매권 계약
- 2007년 부산 정관공장 준공
- 2008년 쌀 과자를 주문자생산방식(OEM)으로 롯데제과에 납품
- 2009년 경영난으로 상장 폐지
- 2009년 기린식품 사명변경하여 기존 <주식회사 기린>의 자산과 직원 인계
- 2013년 4월 1일 기린식품 롯데제과에 인수 합병